# Mao Dun
Mao Dun (en xinès: 茅盾; en pinyin: Máo Dùn; Tongxiang, 1896 - Pequín, 1981), periodista, crític literari, editor, escriptor i polític xinès. Ministre de Cultura (1949-1965) de la República Popular Xina. Considerat com un dels més grans novel·listes realistes de la Xina. Dona nom al premi literari més important de la Xina, el Premi Mao Dun de Literatura.

## Biografia
El seu nom real era Shen Dehong (沈德鸿) amb el qual fou conegut fins a adoptar el nom de Mao Dun com a escriptor. El seu nom de cortesia: Yanbing  (雁冰) 
Va néixer a Tongxiang, província de Zhejiang el 4 de juliol de 1896. La formació inicial la va rebre del seu pare i a la mort d'aquest quan Shen tenia10 anys va ser la seva mare qui es va fer càrrec de l'educació. Va fer els estudis secundaris a Hangzhou i després a la Universitat de Pequín, on va estudiar literatura xinesa i occidental, però l'estiu de 1916 va deixar els estudis pels problemes econòmics de la família.
Va morir el 27 de març de 1981 a Pequín.

### Activitat com a periodista
La primera feina la desenvolupar a l'editorial “Comercial Press” (上海商务印书馆) de Xangai, on va fer de corrector, traductor i redactor de la revista d'estudiants (学生杂志). També va col·laborar en la creació i redacció de la revista "Contes" (童话) on hi va publicar els seus primers treballs.
El novembre de 1920 amb Zheng Zhenduo, Zhuo Zuoren i Ye Shengtao va crear la “ Wenxue yanjiu hui” (Societat d'estudis literaris) i va ser el redactor en cap de la publicació “Xiaoshuo yuebao” principal eina de difusió de la societat. Mitjançant aquesta revista es va convertir en un important difusor dels corrents naturalistes i realistes la literatura mundial, publicant obres nòrdiques, franceses, angleses i russes amb autors com com Tolstoi, Txékhov, Honoré de Balzac, Flaubert i Zola entre d'altres.

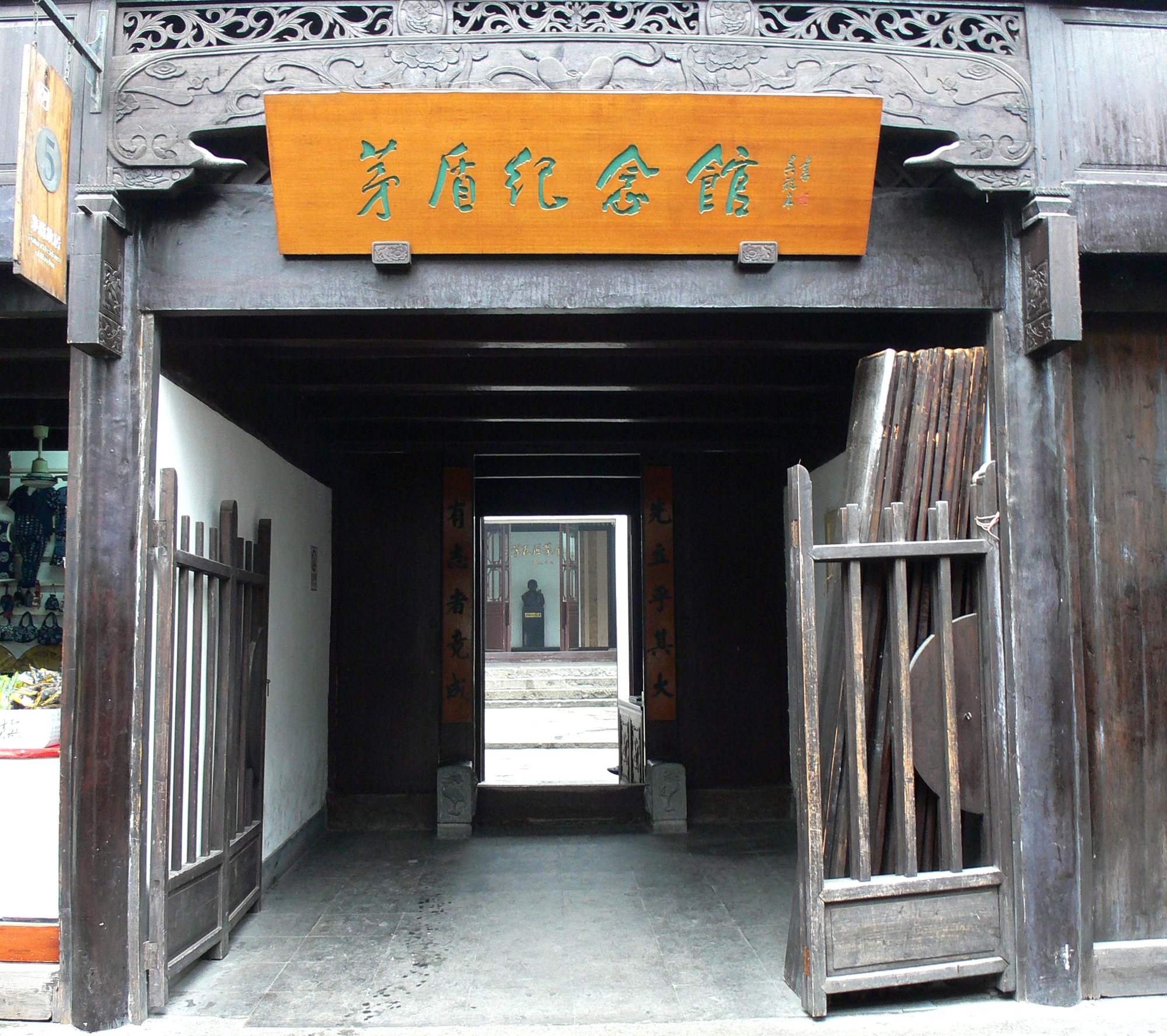
Memorial Mao Dun a la ciutat de Wuzhen

El 1926, com Guo Moruo va participar en l'Expedició del Nord, primer com a propagandista i després com a periodista.

### Carrera política
Admirador de Zhuangzi i de Kropotkin, sota la influència de Chen Duxiu esdevingué membre d'un primer grup d'investigació sobre el marxisme.
Va participar en el “Moviment del Quatre de Maig” del 1919.
El 1921 va ser un dels fundadors del Partit Comunista Xinès.
El 1926, es va unir a l'Expedició del Nord a Guangzhou com a secretari del departament de propaganda del Comitè Executiu Central del Guomintang. Quan el Guomintang va trencar amb el PCX va desil·lusionar-se amb el comunisme i va abandonar el Partit i va anar a viure al Japó (1928-1930). En tornar el 1930, va unir-se a la Lliga d'escriptors esquerrans.
Després de l'establiment del govern comunista el 1949, Mao Dun es va convertir en el primer ministre de Cultura i malgrat que participava en diversos comitès literaris i culturals, va deixar d'escriure ficció. Durant la Revolució Cultural va ser perseguit i el 1965 va ser acomiadat del seu càrrec i no va fer aparicions públiques fins a principis dels setanta quan fou rehabilitat.
Va ser elegit president de l'Associació d'Escriptors Xinesos el 1978.

### Carrera literària
Les seves obres son escrites en un estil realista que utilitza tècniques i fonts del mateix naturalisme que conreava Zola. Se'l considera un notable analista de la societat xinesa de la seva època.
D'alguna forma la seva carrera literèria va començaren l'època de l'edició de la revista “Xiaoshuo yuebao” on hi van col·laborar escriptors com Lu Xun, Xi Dishan i Bing Xin.
Va ser un dels membres de la Lliga d'Escriptors Esquerrans fundada el 2 de març de 1930 per una quarantena d'escriptors, probablement a iniciativa del Partit Comunista,on s'hi trobaven entre altres Lu Xun, Tian Han, Feng Xuefeng, Jiang Quangci, Yu Dafu, Ding Ling i Qu Qiubai.
El 1927 va escriure la seva primera novel·la "Huànmie" i el període entre 1927 i 1937 s'ha considerat com el més productiu, on va escriure entre d'altres, la seva trilogia "Shi" (1927-28), "Hong" (1929) i "Ziye" (1933). Després de l'inici de la Segona Guerra sinojaponesa (1937-1945) va viatjar per diferents indrets del país com Xingjiang, Yan'an, Chongqing, Guilin i Hong Kong. Va editar una revista literària a Wuhan i va escriure la novel·la "Fushi" (corrupció).
Després de 1943 no va escriure obres significatives, però si un bon nombre d'articles literaris i d'assaig.
El 1979 va escriure parlant d'ell: “Jo he arribat a ser un escriptor per que no he pogut ser un revolucionari professional”.

## Obres destacades
- 1925: Sobre l'Art Literari del Proletariat (論無產階級文藝 / 论无产阶级文艺 Lùn Wúchǎnjiējí Wényì).

- 1928: Trilogia "L'Eclipsi" 蚀 Shí, amb tres relats Desil·lusions (幻滅 / 幻灭 Huànmiè), Dubtes (動搖 / 动摇 Dòngyáo) i Perseguir (追求 Zhuīqiú).
- 1932 : La botiga de la família Lin (林家鋪子 / 林家铺子 (Lín Jiā Pùzi).
- 1930: Arc Iris (虹 Hóng).
- 1932: Els cucs de seda de Primavera (春蠶 / 春蚕 Chūn Cán)
- 1933: Mitjanit (子夜 Zǐyè)

### Adaptacions cinematogràfiques
- 1933: La novel·la "El cuc de seda s'aixeca a la Primavera"《春蚕》(chun can) va ser adaptada Cai Chusheng (蔡叔声) i dirigida per Cheng Bugao (程步高).
- 1959: "La botiga de la família Lin" (林家铺子) va ser adaptada per Xia Yan (夏衍) i dirigida per Shui Hua (水华).
- 1981: "Mitjanit" (子夜) adaptada i dirigida per Sang Hu (桑弧).

#### Presència al cinema
Mao Dun és un dels personatges de la pel·lícula Ming yue ji shi you (明月幾時有), comercialitzada com Our Time Will Come de l'any 2017 dirigida per Ann Hui, protagonitzada per Zhou Xun, Eddie Peng i Wallace Huo. Gira al voltant del moviment de resistència durant l'ocupació japonesa de Hong Kong. Mao es un del intel·lectuals que reben suport de la mare de la protagonista del film (els lloga habitacions), en un paper protagonitzat per l'actor Guo Tao.